# 's-Hertogenbosch
's-Hertogenbosch, kolokvijalno poznat kao Den Bosch, grad je i općina u Nizozemskoj s populacijom od 160 783 stanovnika. Glavni je grad provincije Sjeverni Brabant i četvrti grad po broju stanovnika u toj provinciji. Grad se nalazi južno od rijeke Meuse i blizu rijeke Waal.

## Povijest
Službeno ime grada je skraćenica od (arhaičnog) nizozemskog des Hertogen bosch, 'šuma vojvode'. Vojvoda u pitanju bio je Henrik I., čija je obitelj posjedovala veliko imanje u obližnjem Orthenu barem četiri stoljeća. On je osnovao novi grad smješten na šumovitim dinama usred močvare. S 26 godina dodijelio je 's-Hertogenboschu gradska prava i pripadajuće trgovačke privilegije 1185. godine. Međutim, to je tradicionalni datum koji su kasniji kroničari naveli; prvi spomen u suvremenim izvorima datira iz 1196. godine. Izvorna povelja je izgubljena. Njegov razlog za osnivanje grada bio je zaštititi svoje interese od napredovanja Gelrea i Holandije; od svojih prvih dana grad je zamišljao kao tvrđavu. Grad je uništen 1203. godine tijekom zajedničke ekspedicije Gelrea i Holandije, ali je ubrzo obnovljen. Neki ostaci izvornih gradskih zidina još uvijek postoje.
Krajem 14. stoljeća podignut je mnogo veći zid kako bi se zaštitilo znatno prošireno naseljeno područje. Iskopani su umjetni vodeni putovi koji su služili kao gradski opkop, a rijeke Dommel i Aa su preusmjerene. 's-Hertogenbosch postao je rodno mjesto i dom jednog od najvećih slikara sjeverne renesansne ere, Hieronymusa Boscha.
Do 1520. godine, grad je cvjetao, postavši drugo najveće naseljeno središte na teritoriju današnje Nizozemske, nakon Utrechta. Grad je također bio centar glazbe, a skladatelji poput Jheronimusa Clibana dobivali su svoje obrazovanje u njegovim crkvama. Drugi su zauzimali važne položaje: Matthaeus Pipelare bio je glazbeni direktor u Bratovštini Gospe, a poznati habsburški prepisivač i skladatelj Pierre Alamire radio je velik dio svog posla u 's-Hertogenboschu.

### Osamdesetogodišnji rat
Ratovi reformacije promijenili su tijek povijesti grada. 's-Hertogenbosch je postao samostalna biskupija. Tijekom Osamdesetogodišnjeg rata, grad je stao na stranu habsburških (katoličkih) vlasti. Grad je nekoliko puta bio pod opsadom princa Mauricea od Orangea, namjesnika većine Nizozemske Republike, koji je želio dovesti 's-Hertogenbosch pod vlast pobunjenih Ujedinjenih Provincija. Grad se uspješno obranio od princa Mauricea 1601. i ponovno 1603. godine, ali je na kraju pao tijekom opsade 1629. godine pod vodstvom Frederika Henrika.

### Tridesetogodišnji rat
Tijekom dvanaest godina primirja, prije nego što su se borbe ponovno rasplamsale nakon 1618. godine, fortifikacije grada bile su znatno proširene. Okolne močvare učinile su opsadu konvencionalnog tipa nemogućom, a tvrđava, koja se smatrala neosvojivom, dobila je nadimak moerasdraak, ili Močvarni zmaj. Ipak, grad je konačno osvojio Frederik Henrik od Orangea 1629. godine koristeći tipično nizozemsku strategiju: preusmjerio je rijeke Dommel i Aa, stvorio polder izgradnjom nasipa dugog četrdeset kilometara i zatim ispumpao vodu pomoću mlinova. Nakon opsade koja je trajala tri mjeseca, grad je morao kapitulirati – ogroman udarac habsburškoj geopolitičkoj strategiji tijekom Tridesetogodišnjeg rata. Ova kapitulacija odsjekla je grad od ostatka vojvodstva, a Republika je tretirala to područje kao okupiranu zonu bez političkih sloboda.

### Luj XIV. i Bonaparte
Nakon Westfalskog mira, utvrde su ponovno proširene. Godine 1672., tijekom nizozemskog "rampjaara" (godine katastrofe), grad se uspješno obranio od vojske Luja XIV. Francuskog. Međutim, 1794. godine, revolucionarne trupe pod zapovjedništvom Charlesa Pichegrua napale su grad. Grad je bio slabo branjen i pao je nakon kratke opsade. Pichegru je potom prešao rijeke i okončao postojanje Nizozemske Republike.
Pod novouspostavljenom Batavijskom Republikom, osnovanom 1795. godine, katolici i Brabančani napokon su stekli jednaka prava. Od 1806. godine, grad je postao dio Kraljevine Holandije, a od 1810. godine, bio je uključen u Prvo Francusko Carstvo. Grad su zauzeli Prusi 1814. godine.

### Kraljevina Nizozemska
Godine 1815., kada je uspostavljeno Ujedinjeno Kraljevstvo Nizozemske, s'-Hertogenbosch je postao glavni grad Sjevernog Brabanta. U blizini grada izgrađene su nove i modernije tvrđave. Izgrađen je i novi kanal, Zuid-Willemsvaart, koji je gradu dao gospodarski poticaj. Trgovina, proizvodnja i industrija su porasle. Do 1878. godine bilo je zabranjeno graditi izvan gradskih bedema, što je dovelo do prenapučenosti i najviše stope smrtnosti dojenčadi u kraljevstvu.
Krajem 19. stoljeća, vrlo konzervativna gradska uprava spriječila je industrijska ulaganja kako bi izbjegla povećanje broja radnika i osnivanje obrazovnih institucija, jer su studenti smatrani neurednima. Kao rezultat toga, relativna važnost grada je opala. 

### Drugi svjetski rat
Jedan od rijetkih službenih nacističkih koncentracijskih logora u Zapadnoj Europi izvan Njemačke i Austrije nosio je ime po 's-Hertogenboschu. Logor je bio aktivan od siječnja 1943. do rujna 1944. i bio je poznat Nijemcima kao Herzogenbusch. U kompleksu je tijekom tog vremena bilo internirano oko 30 000 zatvorenika, od kojih je oko 12 000 bilo Židova. U Nizozemskoj je taj logor poznat kao Kamp Vught, jer je koncentracijski logor zapravo bio smješten na pustari kod Vughta, sela nekoliko kilometara južno od 's-Hertogenboscha.
Tijekom Drugog svjetskog rata, grad su okupirale njemačke snage. Željezničku stanicu bombardirali su avioni RAF-a 16. rujna 1944. Grad su oslobodili između 24. i 27. listopada 1944. tijekom Operacije Pheasant britanski vojnici iz 53. (Velške) pješačke divizije, pod zapovjedništvom general-bojnika Roberta Knoxa Rossa, nakon pobjede nad neprijateljem 23. i 24. listopada.
Nakon rata, 's-Hertogenbosch je moderniziran, kao i mnogi drugi gradovi u Nizozemskoj. Moguće je da je samo geografija sačuvala stari grad od rigorozne rekonstrukcije u tim ranim godinama. U zadnji trenutak, trend se promijenio i počelo se više cijeniti povijesne vrijednosti grada. Godine 1956. vijeće je htjelo srušiti Moriaan, najstariju zgradu od cigle u Nizozemskoj, kako bi omogućili bolji pristup tržnici. Vlada je odbila izdati dozvolu i umjesto toga zgrada je obnovljena, počevši od 1963. godine. Kasnije su gradska vijeća postala mnogo svjesnija vrijednosti povijesnih zgrada, a od početka novog tisućljeća, povijesne utvrde također dobivaju veliku pažnju vlasti.

## Geografija

### Populacijska središta
Populacijska središta u općini su: Bokhoven, Crevecoeur, Deuteren (bivše selo), Dieskant, Empel, Engelen, Gewande, 's-Hertogenbosch, Hintham, Kruisstraat, Maliskamp, Meerwijk, Orthen (bivše selo), Oud-Empel i Rosmalen.

### Klima
Klima u ovom području ima blage razlike između najviših i najnižih temperatura, a tijekom cijele godine ima dovoljno padalina. Klimatska klasifikacija prema Köppenovoj klasifikaciji klime je Cfb (Oceanska klima).
| Klimatološki srednjaci za Gemert-Bakel                                                                   | Klimatološki srednjaci za Gemert-Bakel | Klimatološki srednjaci za Gemert-Bakel | Klimatološki srednjaci za Gemert-Bakel | Klimatološki srednjaci za Gemert-Bakel | Klimatološki srednjaci za Gemert-Bakel | Klimatološki srednjaci za Gemert-Bakel | Klimatološki srednjaci za Gemert-Bakel | Klimatološki srednjaci za Gemert-Bakel | Klimatološki srednjaci za Gemert-Bakel | Klimatološki srednjaci za Gemert-Bakel | Klimatološki srednjaci za Gemert-Bakel | Klimatološki srednjaci za Gemert-Bakel | Klimatološki srednjaci za Gemert-Bakel |
| mjesec                                                                                                   | sij                                    | velj                                   | ožu                                    | tra                                    | svi                                    | lip                                    | srp                                    | kol                                    | ruj                                    | lis                                    | stu                                    | pro                                    | godina                                 |
| --- | -------------------------------------- | -------------------------------------- | -------------------------------------- | -------------------------------------- | -------------------------------------- | -------------------------------------- | -------------------------------------- | -------------------------------------- | -------------------------------------- | -------------------------------------- | -------------------------------------- | -------------------------------------- | -------------------------------------- |
| srednji maksimum, °C                                                                                     | 4                                      | 4                                      | 9                                      | 13                                     | 18                                     | 21                                     | 22                                     | 22                                     | 19                                     | 14                                     | 8                                      | 6                                      | 13                                     |
| srednji minimum, °C                                                                                      | −1                                     | −2                                     | 2                                      | 4                                      | 7                                      | 10                                     | 13                                     | 12                                     | 10                                     | 7                                      | 3                                      | 2                                      | 6                                      |
| oborine, mm                                                                                              | 69                                     | 51                                     | 79                                     | 30                                     | 48                                     | 58                                     | 89                                     | 81                                     | 71                                     | 51                                     | 48                                     | 61                                     | 730                                    |
| oborine, dani                                                                                            | 8,8                                    | 6,3                                    | 5,8                                    | 4                                      | 6                                      | 6,7                                    | 7,8                                    | 8,7                                    | 8,2                                    | 7                                      | 5,4                                    | 8,8                                    | 83,5                                   |
| Izvor: http://www.weatherbase.com/weather/weather.php3?s=57360&cityname=Gemert--United-States-of-America |                                        |                                        |                                        |                                        |                                        |                                        |                                        |                                        |                                        |                                        |                                        |                                        |                                        |

## Ekonomija
Grad 's-Hertogenbosch postao je središte industrije, obrazovanja, uprave i kulture. Trenutno je četvrti po veličini grad u Sjevernom Brabantu. U njemu se nalaze mnoge nacionalne i međunarodne tvrtke, poput Heinekena, Epica, Tyco Internationala, SAP-a i mnogih drugih. Bolnica Jeroen Bosch najveći je poslodavac u tom području, s više od 4000 zaposlenih.

## Kultura
's-Hertogenbosch je domaćin raznih događanja kao što su kazališni festival Boulevard, Jazz in Duketown, hip hop in duketown, početak Tour de Francea (1996.), Tour Feminin (1997.), International Vocal Competition 's-Hertogenbosch, November Music (festival suvremene glazbe) i UNICEF Open (prije poznat kao Ordina Open), teniski turnir na travi u obližnjem gradu Rosmalenu. U gradu se nalazi više od 350 restorana, pubova i kafića.[nedostaje izvor]
's-Hertogenbosch također je dom Europskog centra za keramički rad (European Ceramic Work Centre). Ovo je međunarodni program keramičke rezidencije, gdje pozivaju umjetnike, dizajnere i arhitekte iz cijelog svijeta da istraže medij keramike. Ovaj program je započeo 1991. godine i traje do danas.
Grad ima svoju prehrambenu specijalnost, Bossche Bol; ogromnu profiterolu, nešto veću od teniske loptice, koja je punjena šlagom i prekrivena čokoladom.
Govorni jezik je Maaslands (varijanta koja se govori u 's-Hertogenboschu zove se Bosch i svrstava se među središnje sjeverne brabantske dijalekte, iako ga neki klasifikacijski sustavi opisuju i kao istočni brabantski dijalekt), koji je vrlo sličan kolokvijalnom nizozemskom jeziku.
De Toonzaal je mjesto za komornu glazbu, improviziranu glazbu i eksperimentalnu glazbu. Za popularnu glazbu postoji mjesto W2 (ili Willem II).

### Muzeji
Noordbrabants Museum je provincijski muzej koji pruža pregled radova koje je Vincent van Gogh stvorio u Brabantu. Design Museum Den Bosch je muzej moderne umjetnosti. Jheronimus Bosch Art Center posvećen je djelima Hieronymusa Boscha. Ostali muzeji uključuju Kuću labudovske braće i Muzej Slager. U gradu se također nalazi Nacionalni (nizozemski) muzej karnevala Oeteldonks gemintemuzejum. Kuća u kojoj je poznati slikar Hieronymus Bosch stvarao svoje slike može se posjetiti na trgu.

### Karnevali
's-Hertogenbosch ima snažnu karnevalsku tradiciju. U svom trenutnom obliku, priča i simbolika karnevala datiraju iz razdoblja od 1881. do 1883. godine. Tada su neki građani stvorili legendu o "Oeteldonku", prema kojoj je grad za trodnevni karneval preimenovan u Oeteldonk. "Donk" se odnosi na suho mjesto u močvari. Žaba se široko koristi kao simbol tijekom karnevala u 's-Hertogenboschu, a također je i simbol močvare Oeteldonk. Ime je također bilo usmjereno na biskupa Godschalka iz Den Dungena, gdje je 'Van den Oetelaar' bilo uobičajeno prezime. On je htio zabraniti tradicionalne proslave na Pokladni utorak, koje su često vodile do pretjerivanja.
Oeteldonk je zamišljen kao selo, pa su svi stanovnici seljaci ili durske (djevojke ili mlade žene), čime se uklanjaju klasne razlike. Selo vodi gradonačelnik "Peer vaan den Muggenheuvel tot den Bobberd". Svake godine, gradonačelnik 's-Hertogenboscha predaje svoju vlast gradonačelniku Oeteldonka. U nedjelju u 11:11 sati, gradonačelnik Oeteldonka dočekuje princa karnevala "Princa Amadeira XXVI" na središnjoj stanici Oeteldonka. Odatle povorka svih karnevalskih klubova prati povorku do gradske vijećnice.
Građani 's-Hertogenboscha nose tradicionalne nošnje tijekom tih dana. Nosi se takozvani boerenkiel, a svake godine se dizajniraju zakrpe prema temi te godine koje se zatim mogu prišiti na nošnju. Boerenkiel se često kombinira s tradicionalnom seljačkom maramom i dugim šalom u bojama Oeteldonka. Tradicija nošenja boerenkiela i/ili marame vrlo se razlikuje od karnevalskih tradicija u ostatku Nizozemske. Ostali aspekti poput povorke, privremenog imena i privremene zastave (za Oeteldonk crvena, bijela i žuta) su vrlo slični.

## Obrazovanje
's-Hertogenbosch ima nekoliko veleučilišta koja se na nizozemskom nazivaju Hogeschool. HAS Hogeschool, s oko 3500 studenata, specijalizirana je za poljoprivrednu i prehrambenu tehnologiju. Avans Hogeschool ima svoje sjedište u 's-Hertogenboschu te u dva obližnja grada. AKV St. Joost je umjetnička akademija koja sada pripada Avansu, a datira iz 1812. godine. Fontys Hogeschool također nudi određene programe u gradu. Jheronimus Academy of Data Science (JADS), smještena u Mariënburg kampusu u centru 's-Hertogenboscha, pruža niz programa u području znanosti o podacima na diplomskoj i postdiplomskoj razini. To je odjel Tehnološkog sveučilišta u Eindhovenu i Sveučilišta u Tilburgu.

## Vjera
Rimokatoličanstvo je glavna religija u 's-Hertogenboschu, s nešto više od 40 % stanovništva koje se izjašnjava kao pripadnici ove vjere. Ipak, prisustvovanje misi je značajno niže od 40 %. Tri crkve u centru grada su još uvijek u upotrebi od strane Katoličke crkve: Katedrala Svetog Ivana, Crkva Svete Katarine i Crkva samostana Franjevaca. Manje crkve koje koristi Rimokatolička crkva uključuju: Crkvu Svete Ane u Hinthamu, Crkvu Svetog Landolina u Empelu, Crkvu Svetog Willibrorda u Maaspoortu, Crkvu Svetog Lamberta (Rosmalen), itd.
Protestantizam je doživio pad udjela vjernika u gradu, s 20 % na oko 4 %. Protestantizam je prisutan u Velikoj Crkvi. Istočna pravoslavna crkva je nova crkva u gradu. Smještena je u Crkvi Svete Katarine, gdje se katoličke mise ponovno održavaju od 2021. godine.
Marokanska zajednica je izgradila džamiju Arrahma, dok turska zajednica ima džamiju Orhan Gazi.